# Офали (округ)
Округ Офали (енгл. County Offaly, ир. Contae Uíbh Fhailí) је један од 32 историјска округа на острву Ирској, смештен у његовом средишњем делу, у покрајини Ленстер.
Данас је округ Офали један од 26 званичних округа Републике Ирске, као основних управних јединица у држави. Седиште округа је град Таламор.

## Положај и границе округа
Округ Офали се налази у средишњем делу ирског острва и Републике Ирске и граничи се са:
- север: округ Вестмид,
- североисток: округ Мид,
- исток: округ Килдер,
- југ: округ Лиш,
- југозапад: округ Типерари,
- запад: округ Голвеј,
- северозапад: округ Роскомон.

## Природни услови
Офали је по пространству један од средњих ирских округа - заузима 18. место међу 32 округа.
Рељеф: Већи део округа Офали је равничарско-брежуљкасти, 60-100 метара надморске висине, посебно у средини и на северу. На крајње југу је округ планински. Ту се налази планина је Слив Блум, висине до 527 метара.
Клима Клима у округу Офалију је умерено континентална са изразитим утицајем Атлантика и Голфске струје. Стога град одликује блага и веома променљива клима.
Воде: Најважнија река у округу Офалију је река Шенон, најдужа на ирском острву. Од ње ка истоку је прокопан тзв. Велики канал, који значајном дужном пролази кроз округ Офали. У округу постоји низ мочвара, од којих је веома позната Аленова мочвара. У округу нема језера, што реткост за Ирску.

## Становништво
По подацима са Пописа 2011. године на подручју округа Офали живело је преко 75 хиљада становника, већином етничких Ираца. Ово је готово двоструко мање него на Попису 1841. године, пре Ирске глади и великог исељавања Ираца у Америку. Међутим, последње три деценије број становника округа расте по стопи од близу 1% годишње.
Густина насељености - Округ Офали има густину насељености од око 38 ст./км², што је значајно мање од државног просека (око 60 ст./км²). Цео округ је приближно једнако насељен.
Језик: У целом округу се равноправно користе енглески и ирски језик.